# Municipio de Rames
El municipio de Rames (en inglés: Rames Township) es un municipio ubicado en el condado de Tripp en el estado estadounidense de Dakota del Sur. En el año 2010 tenía una población de 40 habitantes y una densidad poblacional de 0,44 personas por km².

## Geografía
El municipio de Rames se encuentra ubicado en las coordenadas 43°2′2″N 99°50′17″O / 43.03389, -99.83806. Según la Oficina del Censo de los Estados Unidos, el municipio tiene una superficie total de 90.53 km², de la cual 90,32 km² corresponden a tierra firme y (0,23 %) 0,21 km² es agua.

## Demografía
Según el censo de 2010, había 40 personas residiendo en el municipio de Rames. La densidad de población era de 0,44 hab./km². De los 40 habitantes, el municipio de Rames estaba compuesto por el 100 % blancos. Del total de la población el 0 % eran hispanos o latinos de cualquier raza.